# ماهر بالصغير
ماهر بالصغير هو لاعب كرة قدم تونسي يلعب في صفوف فريق الترجي الرياضي التونسي.

## وصلات خارجية
- ماهر بالصغير على موقع قاعدة بيانات كرة القدم.إي يو (الإنجليزية)
- ماهر بالصغير على موقع Soccerway.com (الإنجليزية)